# Compsophis albiventris
Compsophis albiventris — вид змій родини Pseudoxyrhophiidae. Ендемік Мадагаскару.

## Поширення і екологія
Compsophis albiventris відомі з двох місцевостей, одна з яких розташована в Національному парку Монтань-д'Амбр на півночі острова Мадагаскар, а друга — в заповіднику Цінгі-де-Бемарага на заході острова. Вони живуть у вологих тропічних лісах, на висоті від 150 до 1000 м над рівнем моря.

## Збереження
МСОП класифікує стан збереження цього виду як близький до загрозливого. Compsophis albiventris загрожує знищення природного середовища.